# Black Rock Shooter
Black Rock Shooter (ブラック★ロックシューター Burakku Rokku Shūtā) este o animație video originală (AVO) japoneză produsă de studioul Ordet al lui Yutaka Yamamoto, scrisă de Nagaru Tanigawa alături de  Shinobu Yoshioka și regizat de Shinobu Yoshioka.AVO-ul
de 50 de minute este bazat pe melodia cu același nume de Supercell care este acompaniată de un  videoclip cu ilustrații de Huke.Compozitorii Ryo și Huke, ambii membrii Supercell,au colaborat în proiect. O "Ediție Pilot" a animeului a fost lansată pe DVD și Blu-ray în septembrie 2009, iar versiunea completă a fost lansată pe  DVD în magazine din 24 iulie 2010, fiind subtitrată în 7 limbi.
O ediție mai amănunțită a apărut pe 17 decembrie 2010.O serie anime televizată va apărea în programul Noitamina la Fuji TV începând cu 2 februarie 2012.
Două serii manga și un joc PSP au fost create după AVO, având fiecare universul lor.

## Plotul si personajele
Desi cele 2 serii manga si jocul se petrec fiecare in universul ei,toate se concentreaza asupra lui Black Rock Shooter,o fata misterioasa,bruneta ce are ochii albastri,cel stang 'arzand' cu o flacara albastră, în posesia ei avand un tun care poate trage roci la o viteza foarte mare.
AVO-ul se concentreaza pe Mato Kuroi (黒衣 マト,Kuroi Mato,data de:Kana Hanazawa),care se imprieteneste cu o fată pe nume Yomi Takanashi ( (小鳥遊 ヨミ, Takanashi Yomi,data de: Miyuki Sawashiro) care s-a mutat de curand în oraș. Mato imediat intra în clubul de basket, care o încita pe Yomi sa intre in clubul de volei deoarece ambele cluburi se antreneaza in acelasi timp la sala de sport.
Cele două petrec mult timp impreuna anul care urmeaza, și în cursul unei iesiri in oraș Mato îi da lui Yomi acelasi breloc pentru telefon pe care il are și mobilul ei.
În clasa a 8-a ele sunt mutate in clase diferite, astfel ca ele nu mai pot petrece mult timp impreuna.In plus, Yomi incepe sa fie geloasa din cauza ca Mato sta pe langa managerul clubui de basket si colega ei de clasa, Yuu (ユウ,data de:Kana Asumi). Când Yomi dispare, Mato devine ingrijorata când Yomi nu apare a doua zi la scoala sau când nu îi raspunde la mesaje.
Mato devine și mai deprimata când este anuntata ca Yomi a fost data disparuta și când este interogata de doi detectivi.
Într-o zi, Mato primește un mesaj gol de la Yomi, apoi fuge la locul ei preferat din oraș unde gaseste brelocul pentru telefon pe care i l-a dat ea lui Yomi. 
Brelocul incepe să stralucească și o transportă pe Mato într-o lume ciudata unde intalneste o fată misterioasă numită Black Rock Shooter (ブラック★ロックシューター, Burakku Rokku Shūtā), al carei ochi stang arde cu o flacără albastră și care are un tun care poate trage 20 de lovituri pe secunda. În timp ce Mato o căută pe Yomi, ea devine una cu Black Rock Shooter și se lupta cu Yomi, care era posedată de o creatura rea pe nume Dead Master (デッドマスター, Deddo Masutā), care manuieste o coasă lungă. Inainte ca Dead Master sa cada și să moară, Black Rock Shooter o salvează și o imbratisează, astfel Yomi fiind eliberata de Dead Master. Lupta lor lunga a fost fragmentata în anime. Yomi și Mato se intorc la viețile lor normale, dar Yuu începe să se comporte straniu.
Seria televizată care urmeaza să apară continua de unde AVO-ul s-a terminat, avand în centrul atentiei viețile lui Mato,Yomi și Yuu, ca și de altfel Black Rock Shooter.
Seria manga Black Rock Shooter: Innocent Soul, îi urmareste pe Black Rock Shooter și partenerul ei Ron, care este un șarpe, amandoi cutreierand Hazama, o lume care se afla intre Rai  și Pamant,unde sufletele pierdute care au regrete sunt capturate. Totuși, aceste suflete pot deveni demoni care pot prinde alte suflete, deci este datoria lui Rock să le oprească ca ele să ajunga în Rai.
In jocul video, care are in loc anul 2051, Black Rock Shooter este sculata dintr-un somn lung de multi ani și intra pe campul de lupta incercand să-și aminteasca trecutul ei.